# Ismael Herraiz
Ismael Herraiz Crespo (1913-1969) fue un periodista y escritor español. Llegó a ser uno de los periodistas más famosos del régimen franquista. Escribió también bajo los pseudónimos de «Carlos Crespo» y «Gaspar Ledesma».

## Biografía
Alumno de la Escuela de Periodismo del diario El Debate (1932), fue redactor en la agencia «Logos» y posteriormente colabaría con el diario Ya —junto a otros como Juan Aparicio o Carlos Fernández Cuenca—. Durante la Guerra civil combatió junto a las fuerzas del Bando Sublevado. Falangista converso, con posterioridad abrazaría posiciones nazifascistas. Tras el final de la contienda colaboró con el diario Arriba, órgano oficial del régimen franquista.
En los años de la Segunda Guerra Mundial ejerció como corresponsal de Arriba en la Alemania nazi y en la Italia fascista. Durante su estancia en la Alemania nazi, Herraiz se mostró como un entusiasta partidario de la causa nazi, y disfrutó de un trato privilegiado por parte de las autoridades germanas. De vuelta a España, a finales de 1941 fue nombrado director de Radio Nacional por Gabriel Arias-Salgado, vicesecretario de Educación popular. También ocuparía el cargo de Redactor jefe de Arriba y colaborador de La Vanguardia Española, para ejercer posteriormente los cargos de subdirector (1944-1948) y luego director (1948-1956) de Arriba, en sustitución de Xavier de Echarri. Sería corresponsal de La Vanguardia Española en Viena y luego jefe de sección de El Alcázar. 
También colaboró con el diario SP, publicación de línea falangista dirigida por Rodrigo Royo.
Recibió los Premios Nacionales de Periodismo José Antonio Primo de Rivera (1946) y Francisco Franco (1966).

## Obras
Fue autor del libro-reportaje Italia fuera de combate (Madrid, 1944), escrito en un estilo ágil, en el que recogió con agudeza crítica sus impresiones y observaciones, vistas desde su corresponsalía romana, sobre las postrimerías del régimen mussoliniano. El libro, enormemente crítico de la vida política y bélica italiana de aquellos momentos, constituyó un inmenso éxito editorial, con repetidas y amplias tiradas.
Un posterior libro-reportaje  del autor, Europa a oscuras (Editorial Atlas, Madrid, 1945) pasó casi desapercibido, juzgándose con razón que le faltaba el "nervio" del primero y que trataba de temas como la guerra en Transilvania, Croacia y otros terrenos de escaso interés para el público español.